# 一柳頼親
一柳 頼親（ひとつやなぎ よりちか）は、江戸時代後期の大名。伊予小松藩の第7代藩主。

## 生涯
寛政3年（1791年）1月11日、第6代藩主・一柳頼欽の長男として江戸で生まれる。母は同族の播磨小野藩主・一柳末栄の娘。寛政8年（1796年）、父の死去により、6歳で家督を継ぐ。文化3年（1806年）12月に叙任。
頼親治世の小松藩では、文教政策の振興が図られた。享和2年（1802年）、奉行人・竹鼻正脩の提言によって藩の学問所「培達校」が設置された。翌享和3年（1803年）には朱子学者・近藤篤山が小松に招聘され、培達校は「養正館」と改名している。養正館は藩士子弟のみならず農家や商家の者であっても入校を許すという、当時としては画期的な方針の藩校であった。また、文化5年（1808年）には、伊能忠敬の測量に協力している。
幕府の役職では、文化7年（1810年）に駿府加番を務めている。
天保3年（1832年）4月7日に死去。享年42。跡を従弟にあたる養嗣子の頼紹が継いだ。

## 家族・親族
夫人は日向高鍋藩主秋月種徳の娘、照子（寛政7年（1795年）5月 - 弘化2年（1845年）1月27日）。
従弟の一柳頼紹を養子に迎えた。